# Philip Dickmans
Philip Dickmans (Herk-de-Stad, 4 januari 1963) is bisschop van het Braziliaanse Miracema do Tocantins.

## Jeugd en studies
Dickmans was de jongste van 6 in het gezin van Marcel Dickmans en Maria Vanherwegen. Hij groeide op te Halen waar een venster wijd open stond op het parochiale samenleven. Na zijn lagere school te Halen trok hij naar het college te Tienen.
In Halen doorliep hij alle afdelingen van de Chiro, werd leider en groepsleider. Op zijn achttiende ging hij naar de militaire school, bij de luchtartillerie. Ondanks zijn sportieve en avontuurlijke ingesteldheid komt hier zijn wil om priester te worden sterker dan ooit naar voren. Na een gesprek met Jan Boonen, de toenmalige president van het grootseminarie te Hasselt, wordt zijn keuze voor het priesterschap definitief. Hij studeerde filosofie en theologie.
In 1988 begon hij zijn pastorale stage in Beringen, een parochie met heel wat nationaliteiten en godsdiensten. In april 1988 werd hij er tot diaken gewijd. De roep van het avontuur en de missie speelt sterk bij Dickmans en hij koos voor een jaar leven in Biruyi, bisdom Nuyndo, Rwanda.

## Priesterwijding
Op 30 september 1990 werd hij tot priester gewijd  te Halen door bisschop Paul Schruers. In dezelfde maand werd hij kapelaan te Genk waar hij o.a. proost werd van de plaatselijke Chiro- en Scouts-groep. In 1994 leerde hij de Focolarebeweging kennen in het Italiaanse Lopiano bij Florence. Zijn drang om naar de missie te gaan blijft, en vanaf juni 1995 volgt hij een voorbereidingscursus aan het Latijns-Amerikaanse college te Leuven met het oog op een missie naar Brazilië. In 1996 reist hij af per boot en gaat als parochiepriester aan de slag in Palmas. Op 1 mei 1996 kwam hij aan bij Alberto Taveira, de plaatselijke bisschop. Onder zijn hoede werkte Dickmans in de noordelijke regio van Palmas, een arme streek met ook de Xerente-indianen. Naar Belgische normen onmetelijk grote parochies met onnoemelijk veel werk, én op sociaal én op gelovig vlak.

## Diploma's en titels
- Philip Dickmans is geen intellectuele bisschop. Na zijn middelbare studies en zijn militaire loopbaan, doorworstelde hij filosofie en theologie. Naar eigen zeggen behaalde hij zijn diploma bij de armen van Beringen en zijn doctorstitel bij de Xerente-indianen van Palmas. In zijn homilie tijdens zijn aanstelling als bisschop zei hij : "Ik ben een bisschop met handen".
- Op 6 oktober 2009 werd Philip Dickmans tot ereburger van Halen benoemd.[1]

## Bisschop
Op 21 mei 2008 benoemde paus Benedictus XVI hem tot derde bisschop van Miracema do Tocantins. Op 15 augustus 2008 werd hij tot bisschop gewijd te Palmas (Tocantins).
Zijn wapenschild is verdeeld in twee helften: in het rode vlak staan 3 gouden ringen voor de Heilige Drievuldigheid, bron van liefde en eenheid. In het blauwe vlak staat het kruis, teken van redding en verzoening en een ster met acht punten, symbool van Maria. Het werd ontworpen door een van de jongeren uit zijn parochie. Als kenspreuk koos hij: "Ut unum sint" (opdat allen één zijn). Zijn bisschopsring is een geschenk van Patrick Hoogmartens, bisschop van Hasselt. Op de buitenzijde staan de symbolen uit zijn wapenschild, binnenin de naam Patrick.